# Svenska bibelöversättningar
Bibeln översattes första gången i sin helhet till svenska i samband med reformationen på uppdrag av Gustav Vasa. Den kallades därför Gustav Vasas bibel och fick stor betydelse för svenska språket. Bland annat introducerades bokstäverna ä och ö och texten anses utgöra gräns mellan fornsvenska och nysvenska. Nya testamentet kom ut 1526 och hela bibeln 1541.
Den senaste officiella bibelöversättningen är Bibel 2000. Eftersom Svenska kyrkan skildes från staten 1 januari 2000 är det också den sista officiella (d.v.s. statliga) översättningen. Arbetet med att översätta Bibeln utförs efter detta datum helt av kyrkorna och det civila samhället själva. 

## Svenska kyrkan
Gustav Vasas bibel blev den reformerade Svenska kyrkans bibel och den reviderades två gånger 1618 och 1703. Dessa revisioner fick även de namn efter respektive regerande kung, och kallas därför Gustav II Adolfs bibel och Karl XII:s bibel. Karl XII:s bibel var den officiella svenska kyrkobibeln fram till 1917.
När en bibelkommission 1773 tillsattes för att ta fram en ny bibelöversättning kom det att dröja 144 år innan de år 1917 var klara med vad som kom att kallas 1917 års kyrkobibel. Traditionsenligt kallas den även Gustav V:s bibel. Före 1917 års översättning gav kommissionen ut tio andra versioner av NT. Två av dessa, 1884 och 1908, godkändes för bruk i kyrkans och skolans undervisning utan att bli stadfästa som översättning. Dessa kom därför att kallas för normalupplagor: 1883 års normalupplaga och 1908 års normalupplaga. 
Startskottet för arbetet med Bibel 2000 kom genom ett riksdagsinitiativ 1961. Den så kallade Bibelkommissionen arbetade sedan med översättningen både av Nya testamentet (som gavs ut 1981), Gamla Testamentet (som gavs ut 2001) och Gamla Testamentets apokryfa (apokryfa). Då Svenska Kyrkan skiljdes från staten år 2000 kommer inga nya statliga bibelöversättningar genomföras. 
Föreningen Svenska Bibelsällskapet, som medförvaltar rättigheterna till Bibel 2000, arbetar med en nyöversättning av Nya Testamentet som förväntas vara klart 2026.  

## Andra översättningar
Redan tidigt översatte man i klostren delar av Bibeln. Från 1200-talet finns bevarade fornsvenska parafraser på Moseböckerna och andra religiösa texter, till exempel den handskrift som gjordes i Vadstena och sedan 1780 förvaras vid Kungliga biblioteket. Under andra halvan av 1400-talet översatte Jöns Budde några av Gamla testamentets böcker till svenska: Ruts, Judits och Esters bok, samt Mackabéerböckerna. Den tidigaste översättningen av en bok i Nya testamentet till svenska, är Apostla Gerningar, översatt omkring 1380.
Då arbetet med att ta fram en ny officiell kyrkobibel, som ersättning för Karl XII Bibel, drog ut på tiden kom fler enskilda initiativ tas till nyöversättningar. Johan Henrik Thomander utgav 1835 en nyöversättning av Nya testamentet och Hans Magnus Melin utkom 1858-1865 med en egen bibelöversättning. ”Melins bibelverk” kom att åtnjöt högt anseende bland präster och lekmän och kom att spridas bland annat som rikt dekorerad Familjebibel tillsammans med Gustave Dorés bibelillustrationer.
Peter Fjellstedts bibel (1861) försökte lösa problemet med den ålderdomlig svenska i Karl XII bibel genom att behålla översättningen oförändrad men istället förse den med rikliga kommentarer och i noterna påpeka på alternativa översättningar. 
1800-talets folkväckelse och frikykornas framväxt kom att även att främja intresset av nya Bibelöversättningar för de egna samfundets eller missionsförbundets bruk. Till exempel de så kallade (EFS:s) Lektorernas översättning av Nya Testamentet (1863), missionsförbundaren P.P Waldenströms översättning av Nya testamentet (1886), August Edmans översättning Nya Testamentet (1900) och baptisten Helge Åkesons Bibelöversättning från 1911. Jehovas vittnens Nya världens översättning översattes och gavs ut i Sverige först 1984. Den reviderades till en mer modern språköversättning 2013, som utgavs på svenska 2017.
Efter utgivandet av 1917 års Bibel minskade behovet av nyöversättningar fram till efterkrigstiden då språket i Normalupplagorna och 1917 års bibel ansågs förlegat. En som tidigt tog initiativ för en ny bibelöversättning var Axel B. Svensson som bland annat var kritisk till att 1917 åra bibel till sist översatts utifrån en annan grundtext än Textus Receptus. Han kontrakterade 1946 Hugo Odeberg för att genomföra en nyöversättning av Nya testamentet, men efter att evangelierna och apostlagärningarna översatts kom arbetet att gå i stå. Svensson kontaktade då David Hedegård, som framfört kritik mot så kallad textkritisk bibelforskning, för en nyöversättning. Hedegård ville dock att inte översätta utifrån Textus receptus och samarbetet skar sig. Istället tog Hedegård sin översättning av nya testamentet till Evangeliska-Fosterlandsstiftelsens förlag som gav ut den i två band 1964-65. Nyöversättningen blev en stor succé med över en miljon trycka exemplar och översättningen spreds bland annat av svenska Gideoniterna.
Framgångarna för Hedegårds översättning kom att skynda på arbetet med en ny officiell Bibelöversättning (Bibel 2000) och denna nyöversättning av Nya testamentet kunde presenteras 1981. Denna nya officiella översättning kom att möta stark kritik från kristna kretsar på grund av sin liberalteologiska och textkritiska tendens både i översättningarna och noterna. Denna tendens menade dessa grupperingarna i praktiken medförde att grundtexten blev felaktig översatt. Därför bildades 1983 Stiftelsen Svenska Folkbibeln som i samarbete med stiftelsen Biblicum genomförde en nyöversättning av hela Bibeln som presenterade 1998. Svenska Folkbibeln är idag den mest sprida översättningen efter Bibel 2000 som är i tryck. En nyrevidering lanserades 2015.
En fortsatt önskan om en nyöversättning utifrån Textus Receptus ledde 1994 till bildandet av Svenska Reformationsbibelsällskapet som 2003 gav ut en översättning av Nya Testamentet kallad Reformationsbibeln. Denna översättning kan beskrivas som en moderniserad version av Karl XII:s kyrkobibel. Arbetet med en nyöversättning av Gamla Testamentet pågår inom Reformationsbibelsällskapets regi. 
År 2014 utgav en revideringsgrupp i Jakobstad, Österbotten i Finland, en språkligt reviderad version av Karl XII:s Bibel som fått utbredning i Finland, Sverige och Norge.